# Glipostena dimorpha
Glipostena dimorpha es una especie de coleópteros de la familia Mordellidae.

## Distribución geográfica
Habita en Célebes (Indonesia).